# Aleksander Cyprian von Kreutz

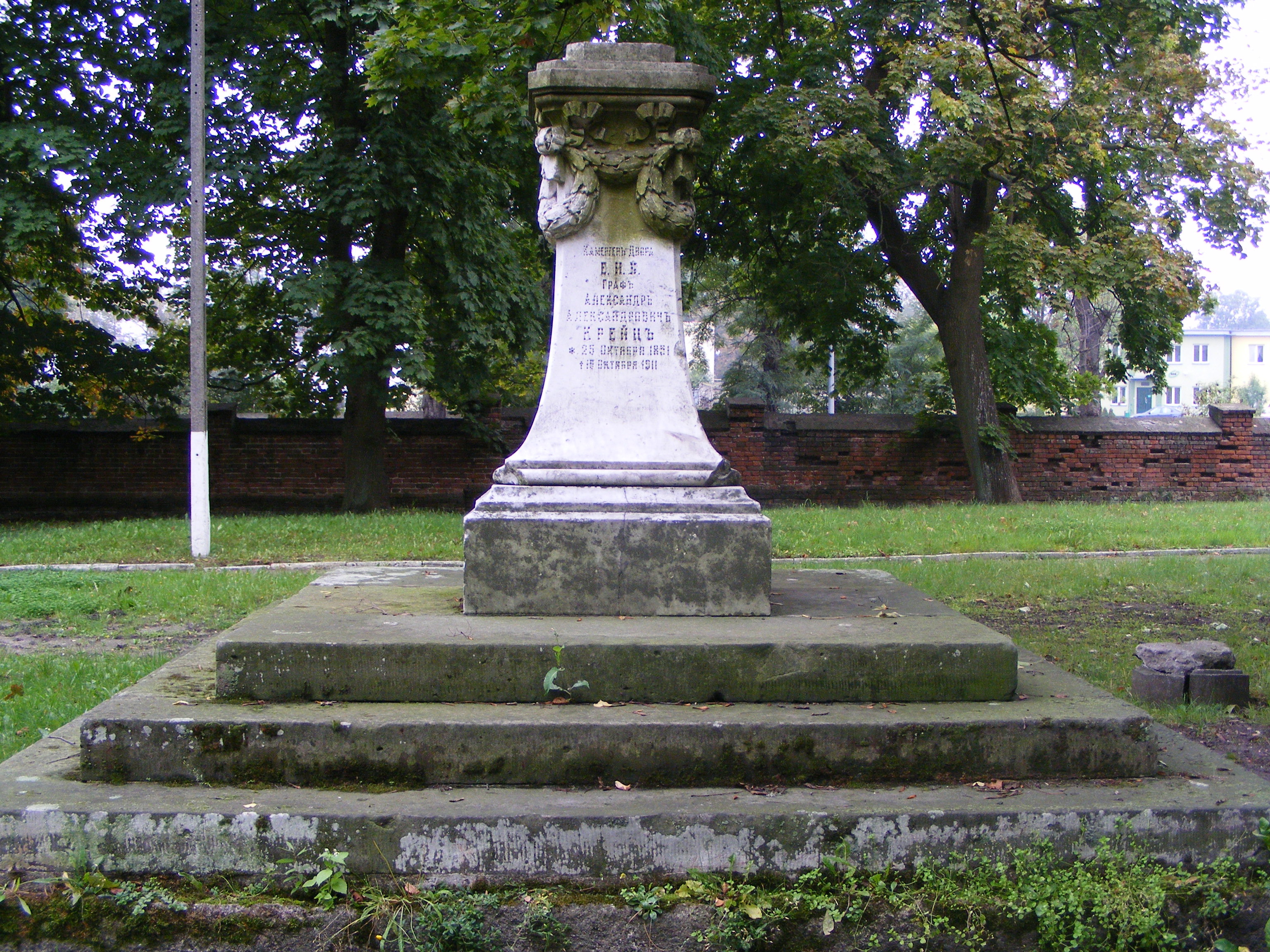
Pomnik hrabiego von Kreutza w Kościelcu

Aleksander Cyprian von Kreutz (ur. 1851 w Kościelcu, zm. 1 listopada 1911 tamże) – rosyjski arystokrata kurlandzkiego pochodzenia, właściciel majoratu kościeleckiego.

## Życiorys
Jego ojcem był najmłodszy syn generała Cypriana Kreutza – Aleksander Henryk Kreutz. W młodości związał się z Teofilą Wolską, później jednak wziął ślub z przedstawicielką petersburskiej arystokracji – Elizawietą (Elżbietą) Woyeykową i przeszedł na prawosławie. W latach 80. XIX wieku przystąpił do modernizacji rodowej siedziby – majoratu kościeleckiego, w latach 1887–1889 miała miejsce budowa okazałego, ekletycznego pałacu i zespołu parkowego według projektu Józefa Benedyktynowicza Chrzanowskiego – architekta gubernialnego w Kaliszu. Był także właścicielem willi „Sejmik” w Kole.
Od 1879 roku był członkiem komitetu organizacyjnego, który zbierał fundusze na rzecz otwarcia w Kole Szkoły Realnej. Osobiście grał na skrzypcach na koncertach, z których dochód przeznaczono na utworzenie placówki. Przekazał także na budowę gmachu cegły z rozebranej gorzelni, drewno budowlane oraz 500 rubli w gotówce. Był również współzałożycielem i dobroczyńcą szkolnej biblioteki. Wspierał również finansowo i materialnie budowę kościoła Opatrzności Bożej w Kole oraz budowę siedziby kolskiej straży ogniowej, której od 1888 roku był prezesem. Istnieją także przekazy świadczące o udzielaniu przez von Kreutzów pomocy powstańcom styczniowym.
W 1887 roku w Kole wzniesiono poświęcony mu obelisk, który ustawiono na skwerze jego imienia przed budynkiem Szkoły Realnej. W 2022 roku obelisk przekazano do Państwowego Liceum Sztuk Plastycznych w Kościelcu.